# Jack Dempsey
William Harrison "Jack" Dempsey (Manassa, Colorado, 24 de Junho de 1895 — Nova Iorque, 31 de Maio de 1983) foi um boxeador americano, que manteve o título de campeão mundial dos pesos-pesados entre 1919 e 1926.

## Biografia
Jack Dempsey, cujo nome de batismo era William Harrison Dempsey, nasceu em Manassa, no Colorado. Filho de pais de origem humilde, Dempsey saiu de casa aos 16 anos, a fim de tentar uma melhor condição de vida para si.

### Início de carreira
Em seu início de carreira, Dempsey fez algumas lutas sob o pseudônimo de "Kid Black", contudo, posteriormente ele resolveu trocar seu nome para Jack Dempsey, em uma homenagem ao grande campeão Jack Nonparl Dempsey. Sua primeira luta conhecida, sob a alcunha de Jack Dempsey, ocorreu em 1914, quando Dempsey empatou com Young Heman, em um combate de seis assaltos.
Após essa sua luta inaugural contra Herman, Dempsey emplacou uma sequência de seis vitórias por nocaute, antes de sofrer sua primeira derrota para Jack Downey, em 1915. Dempsey então atravessou um momento delicado na carreira, aonde em um curto espaço de tempo ele acumulou mais três empates, sendo dois deles contra Johnny Sudenberg e um terceiro contra seu algoz Jack Downey.
No entanto, após esse seu segundo encontro contra Downey, a carreira de Dempsey começou a decolar de vez, quando ele conseguiu uma ótima sequência de dez vitórias consecutivas, entre as quais figuravam vitórias por nocaute contra Johnny Sudenberg e Jack Downey.

### Estilo de luta
O estilo agressivo e o poder destruidor de Dempsey fizeram dele um dos pugilistas mais populares em toda a história do boxe. Ágil, forte e bastante agressivo, Dempsey usava de combinações e golpes duros para minar seus adversários, que não raramente eram mais altos do que ele próprio. Além disso, Dempsey, que era destro, também era capaz de assumir uma postura de canhoto durante um combate, o que confundia demais seus oponentes e ajudou a notabilizar seu potente gancho de esquerda.

### Conquista do título mundial
Buscando conquistar o título mundial dos pesos-pesados, Dempsey encontrou pela frente outros tantos concorrentes, que incluíam nomes como Fireman Jim Flynn, Gunboat Smith, Carl Morris, Bill Brennan e Billy Miske. Superado por Fireman Jim Flynn, em 1917, na única vez que foi derrotado por nocaute em toda sua carreira, Dempsey depois acumulou quinze vitórias e uma derrota no ano de 1918.
Entre suas muitas vitórias obtidas em 1918, Dempsey conseguiu revidar o nocaute sofrido contra Fireman Jim Flynn, além de suplantar Carl Morris, Bill Brennan, Billy Miske e Gunboat Smith. Não fosse isso o bastante, ainda em 1918, Dempsey conquistou muito crédito depois de ter infligido o primeiro nocaute na carreira do campeão dos meios-pesados Battling Levinsky.
Dessa forma, após essa sua estupenda performance em 1918, Dempsey conseguiu uma chance de disputar o título mundial, quando em meados de 1919 subiu ao ringue contra o gigantesco campeão Jess Willard. Realizada em Toledo, em Ohio, a luta entre Willard e Dempsey acabou se transformando em um verdadeiro massacre às avessas, haja vista que foi o pequeno Dempsey quem conseguiu nocautear o gigante Willard sete vezes no primeiro round. Resistindo bravamente ao ímpeto de Dempsey nos assaltos seguintes, Willard foi impedido pelo seu córner de retornar ao combate no quarto round, em virtude de seus graves ferimentos, que incluíam fraturas na mandíbula e ossos da face, além da extrusão de vários dentes e algumas costelas quebradas.
Essa vitória de Demspey sobre Willard posteriormente se tornou motivo de controvérsia, em virtude de uma especulação levantada por um artigo jornalístico de que Dempsey havia colocado objetos metálicos no interior da sua luva, o que explicaria a razão da extensão das lesões sofridas por Willard. Em contraposição, existe uma outra vertente que, através de análises fotográficas, sugere que as lesões de Willard possam ter sido exageradas pela imprensa da época.

### Defesas de títulos e pausa na carreira
Uma vez campeão mundial dos pesos-pesados, Dempsey colocou seu cinturão em disputa pela primeira vez em 1920, contra Billy Miske. Após nocautear Miske facilmente, em apenas três rounds, ainda em 1920, Dempsey fez sua segunda defesa de título. Lutando contra Bill Brennan, Dempsey havia encontrado um adversário a sua altura, haja vista que, trasncorridos dez assaltos, Dempsey sangrava profusamente pela orelha esquerda e encontrava-se atrás na contagem de pontos. Todavia, no décimo segundo assalto da luta, Dempsey encaixou uma  poderosa sequência de golpes em Brennan, que assim foi à lona e não mais se levantou.
Em sua terceira defesa de cinturão dos pesos-pesados, Dempsey encarou pela frente o francês Georges Carpentier, então campeão mundial dos meios-pesados e, para muitos de seu tempo, considerado o melhor boxeador em atividade da época. Realizada em 1921, a luta entre Dempsey e Carpentier foi a primeira na história a ter sido transmitida pelo rádio, além de ter atraído um público de mais de 80 mil pessoas ao local, o que acabou transformando essa a primeira luta de boxe da história a gerar um faturamento superior a 1 milhão de dólares. Dentro do ringue, uma vez iniciado o combate, Carpentier parecia melhor e controlava as ações até o segundo round, quando acabou fraturando o polegar da mão direita. A partir de então, Dempsey passou a dominar a luta, castigando Carpentier duramente, que acabou indo à lona no quarto round. Carpentier ainda conseguiu se reerguer, muito embora somente para voltar a ser definitivamente nocauteado por Dempsey, que assim manteve seu cinturão intocável.
Depois de superar Carpentier, Dempsey somente tornou a colocar seu cinturão em disputa em 1923, quando assim o fez por duas vezes. Primeiro, Dempsey enfrentou Tommy Gibbons, em uma luta em que Dempsey prevaleceu nos pontos após quinze rounds. Em seguida, Dempsey se deparou contra o argentino Luis Ángel Firpo, em um combate emocionante que durou somente dois rounds. No primeiro deles, Dempsey nocauteou Firpo sete vezes, porém, o argentino recuperou-se e conseguiu surpreender Dempsey, aplicando um duro golpe que fez o campeão ser atirado para fora do ringue. Após retornar ao ringue, um atordoado Dempsey conseguiu resistir ao final do primeiro round. Visivelmente abalado ao término do primeiro assalto, Dempsey retornou para o segundo round determinado e, desta forma, nocauteou Firpo de novo, que se reergueu uma última vez, antes de Desmpsey mandá-lo definitivamente para a lona.
Sobrevivendo à batalha contra Firpo, Dempsey inicialmente aceitou colocar seu cinturão em jogo contra o boxeador negro Harry Wills. Apesar disso, a promotoria recusou a luta alegando ter ordens diretas do governo a não promover lutas interraciais. Sem tornar a realizar uma luta oficial nos três que se seguiram, passou a dedicar-se a outras formas de se obter renda, tais como participações em filmes de cinema ou como garoto-propaganda de produtos para consumo.

### Perda do título, revanche e aposentadoria

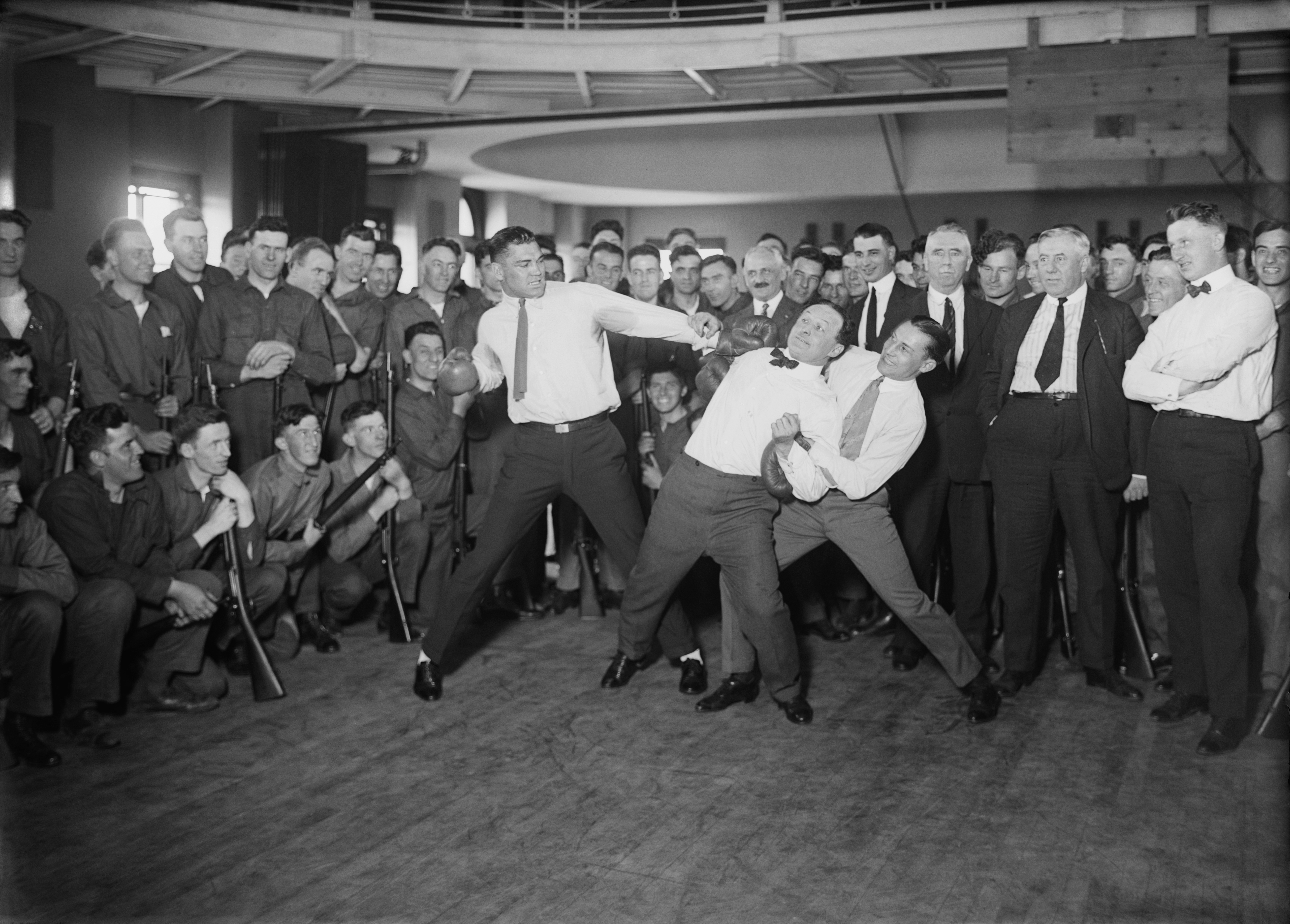
Exibição pública de Dempsey com o mágico Houdini (segurado por outro pugilista, Benny Leonard)

Após três anos afastados dos ringues, em meados de 1926, Dempsey fez seu retorno contra ex-fuzileiro naval e talentoso boxeador Gene Tunney, em uma luta que atraiu um público recorde de 120.577 pessoas. Amplamente dominado por Tunney, ao longo de dez assaltos, Dempsey acabou perdendo a luta nos pontos, em uma decisão unânime dos jurados, que lhe custou a perda de seu cinturão.
Dempsey pensou em se aposentar após sua fraca performance contra Tunney, porém, reconsiderando dessa ideia, quase um ano mais tarde, em meados de 1927, Dempsey subiu ao ringue contra Jack Sharkey, em uma luta eliminatória, da qual o vencedor conquistaria o direito de desafiar o campeão Genne Tunney. Dominado por Sharkey desde o início da luta, Dempsey acabou vencendo a luta no sétimo assalto, mediante um nocaute controverso, visto que o golpe decisivo de Dempsey resultou de um momento de oportunismo, quando Sharkey tinha se virado para o árbitro, deixando-se desprotegido, a fim de reclamar que Dempsey vinha desferindo golpes abaixo da linha cintura contra ele.
Dois meses após sua vitória sobre Sharkey, Dempsey voltou a enfrentar Tunney no ringue, em uma luta válida pelo título mundial dos pesos-pesados, que se sucedeu em Chicago e resultou em um faturamento recorde de mais de 2 bilhões de dólares na bilheteria. Esse segundo encontro entre Dempsey e Tunney acabou gerando um dos momentos mais polêmicos já ocorridos em toda a história do boxe, assim que Dempsey derrubou Tunney no sétimo round. Acontece que à época, uma regra nova havia sido recém estipulada nos combates de boxe, determinando que toda vez que um lutador nocauteasse seu oponente ele deveria imediatamente aguardar em um córner neutro, enquanto o árbitro fizesse a contagem. Aparentemente esquecido da nova regra, depois de ter nocauteado Tunney, Dempsey não obedeceu ao comando do árbitro de ir até o córner neutro, mantendo-se de pé próximo a Tunney. Dessa forma, o árbitro perdeu tempo insistindo para que Dempsey se deslocasse até o córner neutro, antes de abrir contagem para Tunney, o que acabou resultando em cinco egundos preciosos para Tunney se recuperar. O árbitro fez uma contagem de nove segundos, o que somado aos cinco segundos extras ganhos, resultaram em uma longa contagem de catorze segundos. Todavia, como o árbitro não considerou os segundos gastos para obrigar Dempsey ir até o córner, Tunney ficou apto a retornar ao combate. Resistindo até o final do round, Tunney voltou completamente recuperado para o oitavo assalto, quando ele conseguiu nocautear Dempsey,  que se levantou rapidamente. A luta então chegou ao fim de seus dez assaltos, ao término dos quais todos os jurados apontaram uma vitória de Tunney.

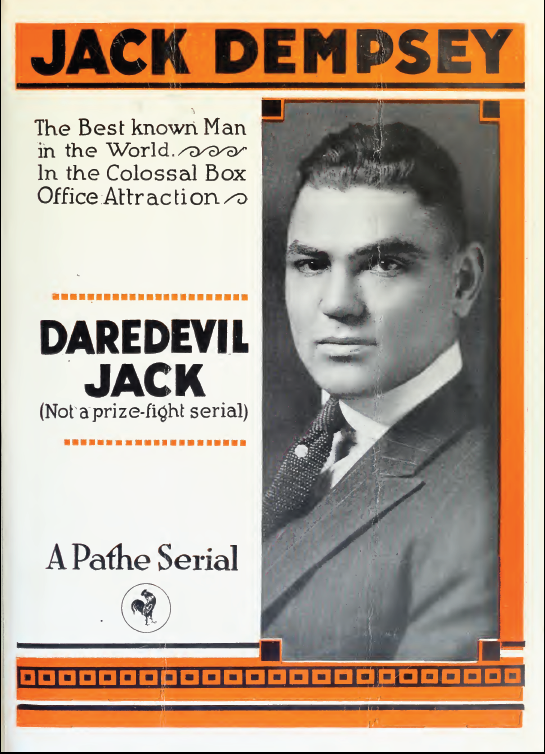
Anúncio de Jack Dempsey no seriado Daredevil Jack.

Incapaz de recuperar seu título mundial, Dempsey nunca mais tornou a realizar uma luta oficial após perder a revanche contra Tunney e, assim sendo, logo no princípio de 1928 resolveu anunciar sua aposentadoria.
Após se aposentar, Jack treinou judô e luta livre, e também virou treinador. Jack fez amizade com seus rivais Wills e Tunney e era uma pessoa muito querida nos EUA. Sua sequência de cruzados desferidos alternadamente entre esquerda e direita utilizando movimentos circulares com o corpo ficou conhecida como Dempsey Roll e foi bastante utilizada pelo lendário Mike Tyson.

## Cinema
Atuou em 20 filmes entre 1920 e 1958, o primeiro deles o seriado Daredevil Jack, dirigido por W. S. Van Dyke em 1920, uma produção da Astra Film Corporation, com distribuição da Pathé.

## Falecimento e posteridade
Dempsey faleceu em 1983, aos 87 anos de idade, em virtude de uma insuficiência cardíaca. Seu corpo encontra-se sepultado no Southampton Cemetery, em Nova Iorque.
Em 1990, Jack Dempsey fez parte da primeira seleção de boxeadores que tiveram seus nomes imortalizados no International Boxing Hall of Fame.